# Pezzi (album The Night Skinny)
Pezzi è il quarto album in studio del produttore italiano Night Skinny, pubblicato l'8 dicembre 2017 per EdenGarden e Thaurus. È inoltre il primo capitolo dei producer album di Night Skinny, composta da Pezzi, Mattoni, Botox e Containers.
Il disco ha debuttato alla tredicesima posizione nella classifica album della FIMI.

## Descrizione
La pubblicazione del disco è stata anticipata di circa un anno dall'uscita del singolo Fuck Tomorrow, inizialmente pubblicato in collaborazione con il rapper milanese Rkomi il 20 dicembre 2016: del brano è stato anche reso disponibile un video sulla piattaforma YouTube.
Night Skinny ha dichiarato di aver scelto il titolo Pezzi non in riferimento alla cocaina, come invece suggerirebbe il brano omonimo, ma a come il produttore stesso era solito denominare le sue vecchie cassette di musica hip hop: allo stesso tempo, il gioco di parole, pur non ricercato, è stato mantenuto, per la volontà dell'artista di mostrare «il lato crudo della strada».
Nel disco, interamente prodotto da Night Skinny, sono presenti i featuring di molti artisti italiani all'epoca emergenti, ma anche già consacrati, come Guè. Il rapper italiano Mecna, inoltre, ha realizzato una copertina per ciascun brano dell'album.

## Accoglienza
Molte testate musicali hanno elogiato il prodotto artistico di Night Skinny, definendolo uno «slancio coraggioso nel mondo dell'hip hop», che consolida tuttavia le capacità del produttore molisano.
Il titolo del disco è stato definito «emblematico», in quanto ciascun brano contenuto al suo interno può essere presentato come un singolo, il tutto ad evidenziare ulteriormente la versatilità del produttore.

## Tracce
Musiche di Luca Pace, con campionamenti da YouTube.
1. Intro – 1:31
2. Pezzi (feat. Gué Pequeno & Rkomi) – 3:02
3. Al mio fianco (feat. Luchè) – 3:22
4. Michael J. Fox (feat. Tedua) – 3:10
5. 6 A.M. (feat. Izi & Gué Pequeno) – 4:39
6. Sisinomah! (feat. Rkomi) – 2:56
7. Sì frate (feat. Samuel Heron & TY1) – 2:08
8. Houdini (feat. Lazza) – 2:59
9. Equilibrio (feat. Mecna & CoCo) – 4:15
10. Male (feat. Ernia) – 3:12
11. Egitto (feat. Vale Lambo) – 3:08
12. Una bella botta (feat. Johnny Marsiglia) – 2:48
13. Fuck Tomorrow (feat. Rkomi) – 3:20
14. Dope Games (feat. Noyz Narcos) – 3:10
15. On Tour (feat. 67) – 4:06
16. On My Case (feat. Paigey Cakey) – 2:16

## Classifiche
| Classifica (2017) | Posizione massima |
| ----------------- | ----------------- |
| Italia            | 13                |